# إميل فيدال
إميل فيدال (بالفرنسية: Jean Baptiste Émile Vidal)‏ هو طبيب الجلد ‏ فرنسي، ولد في 18 يونيو 1825 في باريس في فرنسا، وتوفي بنفس المكان في 16 يونيو 1893.